# Sziléziai Hedvig
Sziléziai Szent Hedvig vagy Andechsi Szent Hedvig, lengyelül Jadwiga Śląska, csehül Svatá Hedvika Slezská, (Andechs, 1174? – Trzebnica, 1243. október 14.) sziléziai fejedelemasszony volt; Szilézia védőszentje. Bajorországban született Andechs várában az Ammeri tónál, ezért Bajorországban mind a mai napig Andechsi Hedvig néven ismerik.

## Élete
IV. Berthold őrgróf lánya. Mint gyermeket a kitzingeni bencésekhez adták nevelésre. 12 éves korában apja politikai-hatalmi okokból a lengyel Szakállas Henrik fejedelemhez adta feleségül. Hedvig 13 évesen szülte első gyermekét. Összesen 6 vagy 7 gyermeket szült a férjének, ezután a férje beleegyezett, hogy Hedvig önmegtartóztató életet folytasson.
Több szerencsétlenség is érte. Lányának kérője VIII. Wittelsbach Ottó volt (nem azonos a későbbi magyar királlyal). Sváb Fülöp császár figyelmeztette Hedviget és Henriket Ottó erőszakos természetére. Ottó erről tudomást szerzett, és megölette a császárt. (Ottó gyilkosságra való motivációja nem tisztázott.) Ezért a tettért őt és támogatóit birodalmi átokkal sújtották. Echbertet és Henriket, Hedvig testvéreit, mivel támogatták Wittelsbach Ottót, Ottóval együtt lefejezték, Andechs várát pedig feldúlták. Hedvig testvérét, Merániai Gertrúdot, aki II. András magyar király felesége lett, 1213-ban megölték. Hedvig fiai, Henrik és Konrád között testvérháború robbant ki, ebben Konrád vereséget szenvedett és lováról leesve meghalt. Hedvig férje I. (Szakállas) Henrik 1238-ban esett el Lengyelország belső háborúiban. Legkedvesebb fia, II. (Hitvalló) Henrik a tatárok elleni 1241-es háborúban esett el.
Fia halála után a trzebnicei kolostorba vonult vissza. Élete hátralévő részében népén próbált segíteni. Kolostorokat, kórházakat és különböző gyógyító intézményeket alapított.

## Tisztelete
IV. Kelemen pápa avatta szentté 1267. március 26-án. Szent Hedvig Szilézia, Berlin, Boroszló, Trzebnica, Krakkó védőszentje, emellett a jegyesek és a bujdosók (száműzöttek) védőszentje is. A Szent Hedvig Katedrális Berlin érseki székesegyháza.
Ünnepét a katolikus egyház október 16-án, az evangélikus egyház október 15-én üli meg.
Képeken Sziléziai Szent Hedviget többnyire mint fejedelemasszonyt, vagy mint bencés szerzetesnővért ábrázolják. Gyakran tart kezében templommodellt (Trzebnica), néha kereszt előtt imádkozik, vagy alamizsnát osztogat. Kezében gyakran viszi cipőit, mivel a hagyomány szerint mindig mezítláb járt.